# Ел Тепетате (Теул де Гонзалез Ортега)
Ел Тепетате (шп. El Tepetate) насеље је у Мексику у савезној држави Закатекас у општини Теул де Гонзалез Ортега. Насеље се налази на надморској висини од 2080 м.

## Становништво
Према подацима из 2005. године у насељу су живела 4 становника.

### Хронологија
| Година       | 2000       | 2005 |
| ------------ | ---------- | ---- |
| Становништво | 10 (6 / 4) | 4    |

### Попис
| # | Индикатор                        | Вредност |
| - | -------------------------------- | -------- |
| 1 | Укупно појединачних домаћинстава | 2        |